# Agustín Anello
Agustin Anello (22 april 2002) is een Argentijns-Italiaans voetballer die sinds 2023 uitkomt voor Sparta Rotterdam.

## Carrière
Anello werd geboren in Miami als zoon van Argentijnse ouders. Op tienjarige leeftijd verhuisde hij met zijn ouders naar Barcelona. Toen zijn vader werk vond in België, reisden Anello en zijn moeder hem achterna.
In 2019 belandde Anello na een succesvolle stage bij de U18 van Lommel SK. Hij stroomde er uiteindelijk door naar het eerste elftal, en op 15 augustus 2021 maakte hij er zijn profdebuut: op de eerste competitiespeeldag van de Proximus League kreeg hij van trainer Peter van der Veen een basisplaats tegen Waasland-Beveren (2-3-verlies). Anello groeide meteen uit tot een vaste waarde in het eerste elftal. Op 25 september 2021 scoorde hij zijn eerste profgoal: tegen RWDM opende hij na elf minuten de score, waarmee hij zijn club aan een 1-2-zege hielp. In september 2021 ondertekende hij er zijn eerste profcontract.
In het seizoen 2022/23 krikte Anello zijn statistieken op: eind januari 2023 stond zijn teller in de Challenger Pro League op zes goals en vier assists. In februari 2023 leende Lommel hem evenwel tot het einde van het seizoen uit aan de Kroatische topclub Hajduk Split. Op 24 mei 2023 won hij zijn eerste prijs in zijn profcarrière, namelijk de Kroatische voetbalbeker. Trainer Ivan Leko liet hem in de finale tegen HNK Šibenik in de 79e minuut invallen voor Emir Sahiti.
In juli 2023 ondertekende Anello een driejarig contract bij Sparta Rotterdam.

## Clubstatistieken
| Seizoen         | Club             | Land               | Competitie      | Competitie | Competitie | Beker | Beker | Supercup | Supercup | Europees | Europees | Totaal | Totaal |
| Seizoen         | Club             | Land               | Competitie      | Wed.       | Dlp.       | Wed.  | Dlp.  | Wed.     | Dlp.     | Wed.     | Dlp.     | Wed.   | Dlp.   |
| --------------- | ---------------- | ------------------ | --------------- | ---------- | ---------- | ----- | ----- | -------- | -------- | -------- | -------- | ------ | ------ |
| 2021/22         | Lommel SK        | Vlag van België    | Eerste klasse B | 20         | 1          | 3     | 0     | —        | —        | —        | —        | 23     | 1      |
| 2022/23         | Lommel SK        | Vlag van België    | Eerste klasse B | 18         | 6          | 1     | 0     | —        | —        | —        | —        | 19     | 6      |
| 2022/23         | → Hajduk Split   | Vlag van Kroatië   | HNL             | 11         | 2          | 2     | 0     | 0        | 0        | 0        | 0        | 13     | 2      |
| 2023/24         | Sparta Rotterdam | Vlag van Nederland | Eredivisie      | 8          | 0          | 1     | 0     | —        | —        | —        | —        | 9      | 0      |
| Carrière totaal | Carrière totaal  | Carrière totaal    | Carrière totaal | 57         | 9          | 7     | 0     | 0        | 0        | 0        | 0        | 64     | 9      |

Bijgewerkt op 26 januari 2024.